# IAI Searcher
IAI Searcher (англ. searcher — «искатель») — семейство израильских тактических разведывательных беспилотных летательных аппаратов, разработанных концерном IAI.
Основной задачей БПЛА является ведение воздушной разведки, в том числе в зоне боевых действий; также может использоваться для целеуказания, наведения и корректировки огня артиллерии.

## История
Первая модель аппарата «Searcher» была представлена публике на выставке Asian Aerospace в 1990 году. Принят на вооружение Армией обороны Израиля в 1992 году, всего было закуплено около 200 аппаратов. Экспортировался в ряд стран.
«Searcher Mk II» был впервые представлен публике на выставке Singapore Air Show в феврале 1998 года и принят на вооружение в Израиле в июне 1998 года.
Позднее был разработан «Searcher Mk III»

## Варианты и модификации

### Searcher

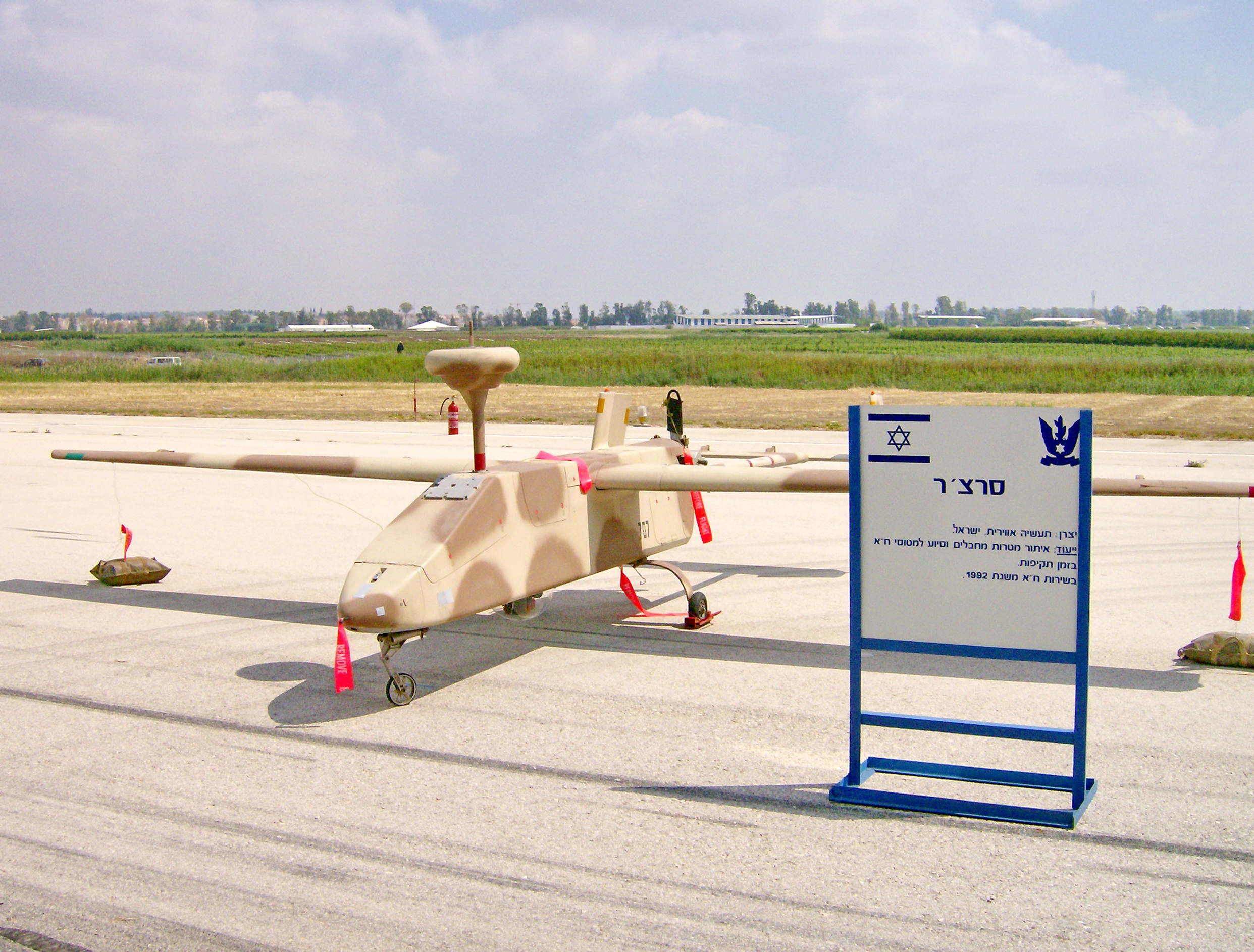
Searcher 1

Первоначально на IAI Searcher устанавливался поршневой двигатель Сач мощностью 35 л. с. с двухлопастным толкающим винтом, но затем он был заменён на более мощный — Лимбах L 550 с трёхлопастным толкающим винтом.
Лётно-технические характеристики
- Размах крыла, м: 7,22
- Длина, м: 5,15
- Высота, м: 1,16
- Масса, кг:
  - пустого: 207
  - полезной нагрузки: 63
  - топлива: 102
  - максимальная взлётная: 372
- Тип двигателя: 1 × Limbach L 550
- Мощность, л. с.: 1 × 47
- Максимальная скорость, км/ч: 198
- Крейсерская скорость, км/ч: 194
- Дальность действия, км: 220
- Продолжительность полёта, ч: 12—14
- Практический потолок, м: 4575

### Searcher II

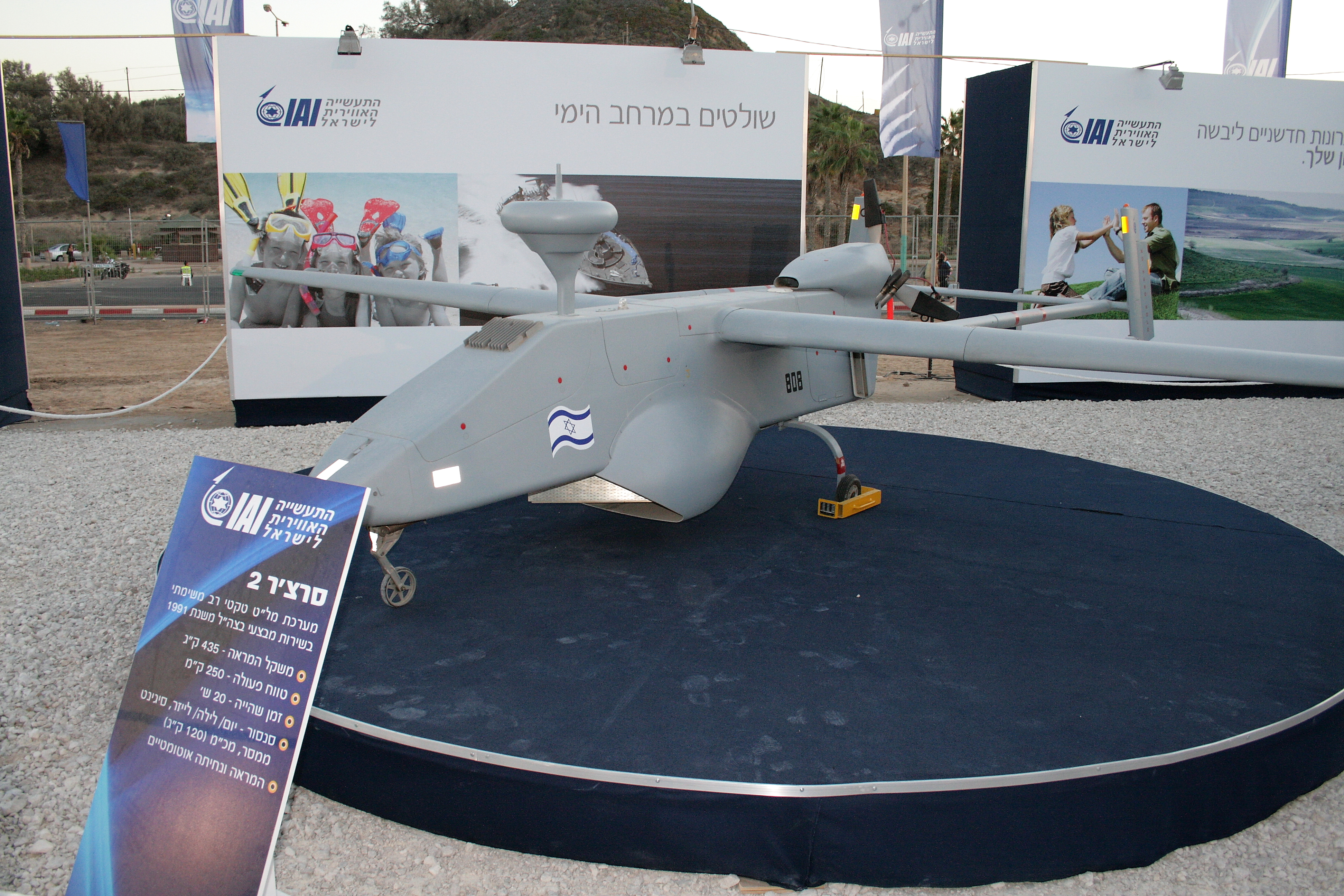
Searcher II

На Searcher II установлен поршневой двигатель UEL AR 68-1000 мощностью 83 л. с. с трёхлопастным толкающим винтом.
БПЛА оборудован комплексом MOSP (Multimission Optronic Stabilised Payload) TV/FLIR с системой передачи для GCS в реальном времени или разведывательным контейнером с радаром с синтезированной апертурой (SAR ). Также может комплектоваться цветной CCD-видеокамерой.
Запуск Searcher II происходит как с обычной неподготовленной взлётной площадки, так и с помощью пневматической катапульты или ракетных ускорителей JATO.
Лётно-технические характеристики
- Размах крыла, м: 8,55
- Длина, м: 5,85
- Высота, м: 1,16
- Масса, кг:
  - полезной нагрузки: 120
  - топлива: 110
  - максимальная взлётная: 436
- Тип двигателя: 1 × Limbach L 550
- Мощность, л. с.: 1 × 47
- Максимальная скорость, км/ч: 200
- Крейсерская скорость, км/ч: 146
- Дальность действия, км: 250 (до 400 в версии «Форпост»[4])
- Продолжительность полёта, ч: 15—18
- Практический потолок, м: 7010

### Форпост

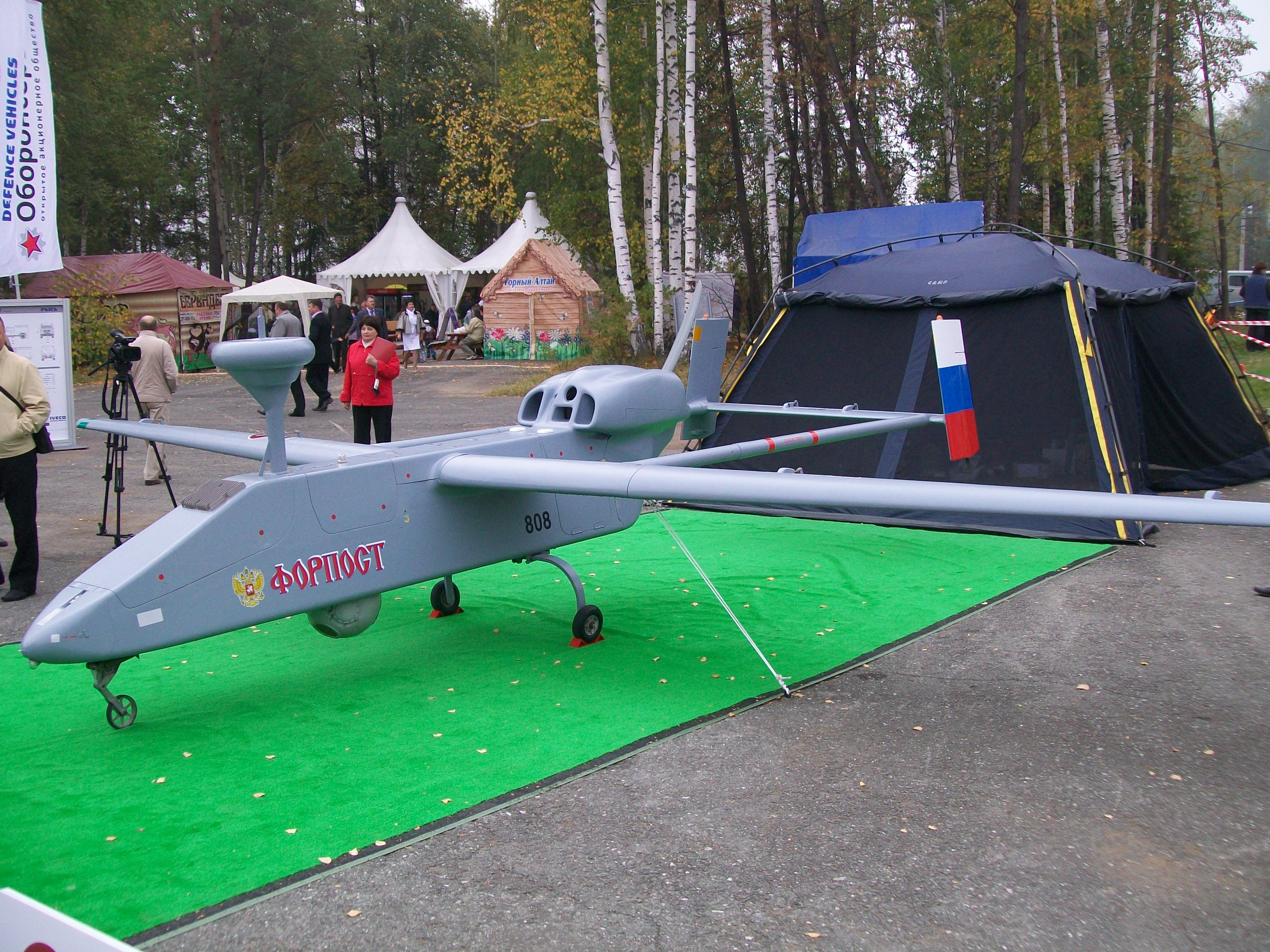
БПЛА «Форпост»

По данным ЦАМТО, в апреле 2009 года Россией были закуплены для изучения два «Searcher II» за 12 млн долларов США. 13 октября 2010 года подписан контракт стоимостью 300 млн $ на сборку Searcher II из израильских комплектующих на Казанском вертолётном заводе. C 2012 года на Уральском заводе гражданской авиации (УЗГА) начат выпуск разведывательных комплексов, состоящих из локализованных БПЛА и машины управления, получивших название «Форпост» и разработанных в ОАО «РТИ Системы».
По состоянию на январь 2014 года, 6 БПЛА «Форпост» и наземная станция управления поступили на вооружение отряда беспилотных летательных аппаратов, который сформирован на Камчатке на авиабазе в Елизове.
20 мая 2015 года один БПЛА (номер 923) был потерян под посёлком Пески, Донецкая область, Украина. Всего известно о 5 БПЛА «Форпост», потерянных над Донбассом (номера 905, 915, 916, 920 и 923).
«Форпост» также применялся в ходе военной операции России в Сирии с авиабазы Хмеймим. 12 января 2018 года группа Conflict Intelligence Team сообщила, что БПЛА «Форпост» был сбит исламистами в Сирии. 11 июля того же года ещё один борт был сбит системой ПВО Израиля, по утверждению представителя ЦАХАЛ — в границах воздушного пространства этой страны.
К концу 2017 года в войска поставлено около 30 комплексов «Форпост» с тремя беспилотниками в каждом из импортных комплектующих. После проведения заводом импортозамещения планируется, что с 2019 года «Форпост» будет собираться только из российских комплектующих.
На выставке «Армия-2021» был продемонстрирован БЛА «Форпост» с подвешенным контейнером ракеты Х-БПЛА (вариант управляемой ракеты ПТРК «Корнет-Д»).

### Форпост-Р
В августе 2019 года Министерство обороны России опубликовало видео первого полёта модернизированного беспилотника «Форпост-Р» со взлётной массой 500 кг и продолжительностью полёта до 18 часов на высоте до 6000 метров. Согласно пресс-службе МО РФ, он изготовлен из отечественных комплектующих, с российским программным обеспечением. В качестве силовой установки использован двигатель АПД-85. Он должен поступить на вооружение армии РФ в 2020 году. В 2021 году опубликовано видео применения «Форпост-Р» управляемых авиабомб с лазерным наведением. Предположительно, «Форпост-Р» может нести 2 корректируемые малогабаритные авиабомбы КАБ20С с наведением по лазерному лучу.

## На вооружении
- Азербайджан — 5 Searcher II, по состоянию на 2012 год[20]
- Израиль — снят с вооружения 200-й эскадрильи ВВС, заменён на БПЛА Heron I в 2007 году[нет в источнике]
- Индия — заказано 100 Searcher II на общую сумму $750 млн[21][22], 7 июня 2002 один БПЛА этого типа был сбит пакистанским истребителем F-16B над территорией Пакистана[23][24]; в феврале 2012 во время учений разбился ещё один[25]; в декабре 2013 — ещё один (регистрационный номер INAS 922)[26]
- Испания — в 2007 году был подписан контракт на поставку 4 Searcher Mk II-J общей стоимостью $20 млн.[27]
- Россия — около 30 разведывательных комплексов «Форпост», каждый из которых включает три БПЛА и машину управления[4].
- Сингапур
- Таиланд
- Китайская Республика
- Шри-Ланка
- Эквадор — 4 шт. закуплены в 2009 году, 24 января 2014 один БПЛА (номер AN-251) разбился[28][29].

## Потери

### Гражданская война в Сирии
В январе 2018 года группировка «Нур-аль-дин аль-Зинки» заявила об уничтожении российского БПЛА на северо-востоке провинции Хама. На обнародованных ими фотографиях были видны остатки летательного аппарата, похожего на БПЛА «Форпост».
11 июля 2018 года израильские военные ракетой ЗРК MIM-104 Patriot сбили БПЛА возле поселка Бурайка в провинции Эль-Кунейтра над демилитаризованной территорией вблизи Голанских высот. Представитель армии обороны Израиля сообщил, что БПЛА был под постоянным наблюдением и залетел на 10 км вглубь территории Израиля. Впоследствии было установлено, что этот БПЛА — российский «Форпост».

### Гражданская война на Донбассе
Использовался российской стороной в ходе войны в Донбассе. В мае 2015 года два БПЛА «Форпост» был сбиты украинской стороной возле поселка Водяное Донецкой области.

### Вторжение России на Украину
11 марта 2022 украинские военные заявили о сбитии БПЛА «Форпост» в Житомирской области. 4 июля 2022 года «Форпост» упал на частный дом в Таганроге, вспыхнул пожар, дом сгорел. О жертвах и причинах падения не сообщали. По состоянию на сентябрь 2023 года, 6 единиц «Форпост» было уничтожено.